# Journey for Margaret
Journey for Margaret is een Amerikaanse oorlogsfilm uit 1942 onder regie van W.S. Van Dyke. Het scenario is gebaseerd op de gelijknamige roman uit 1941 van de Amerikaanse auteur William Lindsay White.

## Verhaal
Nora is de vrouw van de Amerikaanse oorlogscorrespondent John Davis. Als gevolg van een luchtaanval op Londen door de nazi's heeft ze een miskraam. Terug thuis in Connecticut zoekt ze verstrooiing in sport en sociale activiteiten. John blijft in Londen en werkt er aan een artikel over oorlogswezen. Tijdens een bezoek aan een bunker sluit hij vriendschap met de weeskinderen Margaret en Peter. Hij wil hen beiden adopteren en meenemen naar de Verenigde Staten.

## Rolverdeling
| Acteur           | Personage          |
| ---------------- | ------------------ |
| Robert Young     | John Davis         |
| Laraine Day      | Nora Davis         |
| Fay Bainter      | Trudy Strauss      |
| Nigel Bruce      | Herbert V. Allison |
| Margaret O'Brien | Margaret           |
| William Severn   | Peter              |
| Elisabeth Risdon | Mevrouw Bailey     |
| Doris Lloyd      | Mevrouw Barrie     |
| Halliwell Hobbes | Mijnheer Barrie    |
| Heather Thatcher | Mevrouw Harris     |
| Jill Esmond      | Susan Fleming      |
| G.P. Huntley     | Rugged             |
| Lisa Golm        | Mevrouw Weber      |